# Pepo Pichler
Pepo Pichler (* 30. November 1948 in Klagenfurt) ist ein österreichischer bildender Künstler.

## Leben
Pichler studierte von 1968 bis 1973 an der Akademie der bildenden Künste Wien bei Max Weiler. Auf das Diplom 1973 folgte ein längerer Aufenthalt in Südamerika. Ab 1975 lebte Pichler in San Francisco, wo er auch seine spätere Ehefrau Anita Naz kennenlernte. 1992 kaufte Pichler das Schloss Schmelzhofen in Sankt Margarethen im Lavanttal, das er über viele Jahre gemeinsam mit Naz von Grund auf sanierte. Die zum Schloss gehörende ehemalige Mühle hat Pichler zu seinem Atelier umgestaltet. Pichler lebt nach wie vor teils in Kalifornien und teils in Kärnten.
Pichler bereiste zahlreiche Länder. Werke Pichlers befinden sich im Besitz von privaten Sammlungen, Unternehmen und Museen in den Vereinigten Staaten von Amerika, in Südamerika, Mexiko und in Europa. Zu einigen Veröffentlichungen von Pepo Pichler verfasste der Literat Josef Winkler Texte. Erwähnung findet Pepo Pichler in Winklers 2020 erschienenem Werk Begib dich auf die Reise oder Drahtzieher der Sonnenstrahlen.
Sein Kunstschaffen umfasste die Malerei und Fotografie. Auch schuf er Sculpturen, Objekte und Installationen.

## Ausgewählte Ausstellungen
- 1968: Galerie Draken, Stockholm
- 1970: Galerie del Medici, München
- 1972: Upper Market Street Gallery, San Francisco
- 1973: Wiener Secession, "Zeichnungen und Funde"
- 1975: Petite Galerie, Rio de Janeiro und Petite Galerie, Sao Paulo, "Drawings of Projects for South America"
- 1976: Eliane Ganz Gallery, San Francisco, "Drawings and Objects" und Ron Jehu Gallery, Los Angeles, "Works made in Mexico"
- 1976/77: Space Gallery, Los Angeles, "Drawings and Sculpture"
- 1978: Space Gallery, Los Angeles, "Paintings and Works on Paper"
- 1979: Ron Jehu Gallery, San Francisco, "Relicts"
- 1980: Ron Jehu Gallery, San Francisco, "Paintings, Drawings, Objects"
- 1984: Kärntner Landesgalerie, Klagenfurt, "Malerei und Objekte" und Galerie Partikel, Luzern
- 1985: J. Noblett Gallery, Sonoma, "Paintings"
- 1986: Space Gallery, Los Angeles, "Painting and Sculpture"
- 1988: Bruce Velick Gallery, San Francisco, "Paintings, Drawings, Sculpture, Video”
- 1990: Judy Youens Gallery, Houston
- 1991: Judy Youens Gallery, Chicago Art Fair, Chicago
- 1994: Space Gallery, Los Angeles, "Early Work"
- 1995: Galerie Nogy Gyula, Varpalota, "Paintings"
- 1997: Palac Sztuki TPSP, Krakau, "Malarstwo i Obiekty"
- 1998: 10 Wetmore, San Francisco, "Final Breakdown"
- 1999: Galerie Karas, Zagreb, "Body Parts"
- 2008: Zumikon, Nürnberg und Flughafen München, „Mysterious Traveller“

## Veröffentlichungen
- Pepo Pichler, Josef Winkler: Mysterious Traveller. Verlag Bibliothek der Provinz, Weitra 2012, ISBN 978-3-99028-151-2.
- Pepo Pichler, Andrea Madesta, Wolfgang Walkensteiner, Josef Winkler: Carbon Footprint. Johannes Heyn, Klagenfurt 2014, ISBN 978-3-7084-0544-5.
- Pepo Pichler: Objects. Der Wolf-Verlag, St. Michael 2002, ISBN 978-3-901551-68-0.
- Pepo Pichler: Pepo Pichler – Paintings 1976–1986. Artemis-Verlag, Klagenfurt 1987, ISBN 978-3-900606-05-3.